# Haderonia subarschanica
Haderonia subarschanica là một loài bướm đêm trong họ Noctuidae.